# متیونیل آمینوپپتیداز
متیونیل آمینوپپتیداز (انگلیسی: Methionyl aminopeptidase) یا به اختصار MAP، یک آنزیم است که واکنش شیمیایی زیر را کاتالیزه می‌کند:
آزادسازی اسیدهای آمینه N-ترمینال، ترجیحاً متیونین، از پپتیدها و آریل‌آمیدها
این فعالیت آنزیمی در پروکاریوت‌ها و یوکاریوت‌ها دیده می‌شود. از میان پروتئینهایی که قابلیت چنین کاری را دارا هستند، می‌توان به METAP1 و METAP2 اشاره کرد.